# 霍爾策克山
47°40′45″N 13°19′43″E / 47.679063°N 13.328537°E

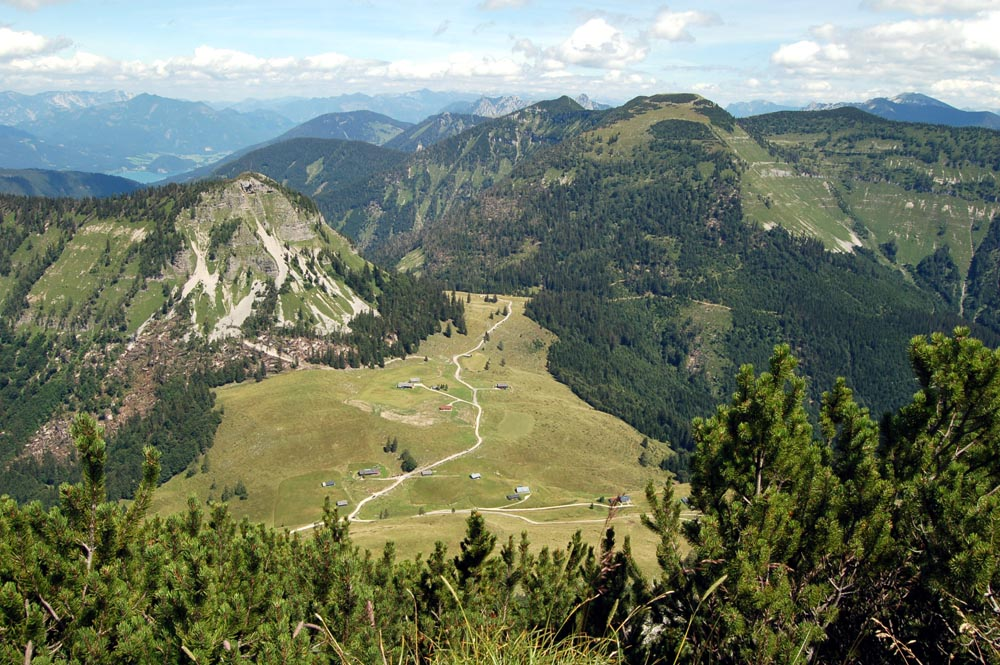

霍爾策克山（德語：Holzeck），是奧地利的山峰，位於該國中部，由薩爾茨堡州負責管轄，屬於薩爾茲卡默古特山脈的一部分，海拔高度1,603米，每年平均降雨量1,894毫米。